# C 말단

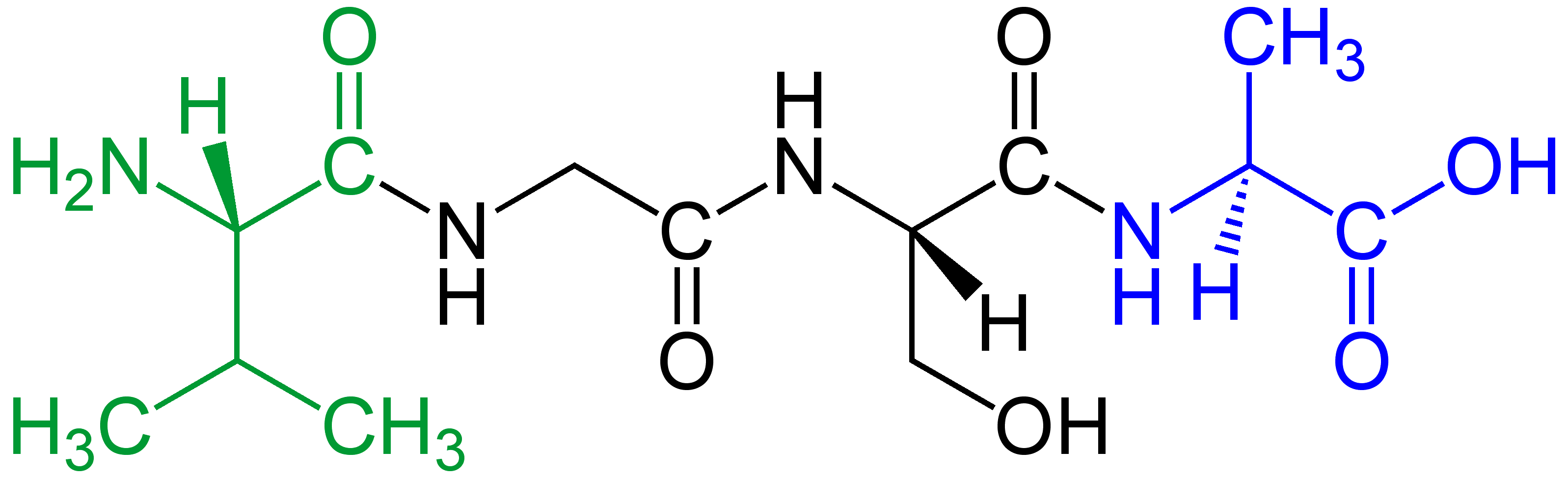
녹색으로 표시된 N 말단 α-아미노산(예 : L-발린)과 청색으로 표시된 C 말단 α-아미노산(예 : L-알라닌)을 갖는 테트라 펩타이드(예 : Val - Gly - Ser - Ala). 이 테트라 펩타이드는 mRNA 서열 5'- GUU GGU AGU GCU -3'에 의해 암호화된다.

C 말단(영어: C-terminus, C-terminal end)은 아미노산 사슬(단백질 또는 폴리펩타이드)의 끝부분이다. 카르복실 말단(영어: carboxyl-terminus), 카르복시 말단(영어: carboxy-terminus), C 말단 꼬리(영어: C-terminal tail), COOH 말단(영어: COOH-terminus)이라고도 한다. 단백질이 전령 RNA로부터 번역 될 때, 그것은 N 말단에서 C 말단으로 생성된다. 펩타이드 서열을 쓸 때, C 말단을 오른쪽에 두고 N 말단에서 C 말단으로 서열을 쓴다.

## 화학
각 아미노산은 아미노기 및 카복실기를 가지고 있다. 아미노산은 하나의 아미노산의 아미노기를 다음의 카르복실기에 결합시키는 탈수 반응에 의해 서로 연결되어 사슬을 형성한다. 따라서 폴리펩타이드 사슬은 결합되지 않은 C 말단(카르복실기)에 N 말단(아미노기)을 결합한다. 이렇게 단백질은 자연스럽게 N 말단에서 시작하여 C 말단으로 합성된다.

## 기능

### C 말단 유지 신호
단백질의 N 말단은 표적화 신호를 포함하지만, C 말단은 단백질 분류를 위한 보유 신호를 포함할 수 있다. 가장 일반적인 ER 유지 신호는 C 말단에서 아미노산 서열 KDEL(Lys-Asp-Glu-Leu), HDEL(His-Asp-Glu-Leu)이다. 이것은 소포체에 단백질을 유지하고 분비 경로로 들어가는 것을 막는다.

### C 말단의 변형
단백질의 C 말단은 번역 후, 가장 일반적으로 단백질이 막 관통 도메인을 갖지 않고 막에 삽입 될 수 있게 하는 지질 앵커를 C 말단에 첨가함으로써 변형될 수 있다.

#### 프레닐화
C 말단 변형의 한 형태는 프레닐화이다. 프레닐화가 일어나는 동안, 파르네실-아이소프레노이드기, 제라닐제라닐-아이소프레노이드 막 앵커가 C 말단 근처의 시스테인 잔기에 첨가된다. 작은 막 결합 G 단백질은 이러한 방식으로 변형된다.

#### GPI 앵커
C 말단 변형의 다른 형태는 막 앵커로서 포스포글리칸, 글리코실포스파티딜이노시톨(GPI, glycosylphosphatidylinositol)의 첨가이다. GPI 앵커는 C 말단 펩타이드의 단백질 분해 절단 후 C 말단에 부착된다. 이러한 유형의 변형에 대한 가장 좋은 예는 프리온 단백질이다.

### C 말단 도메인

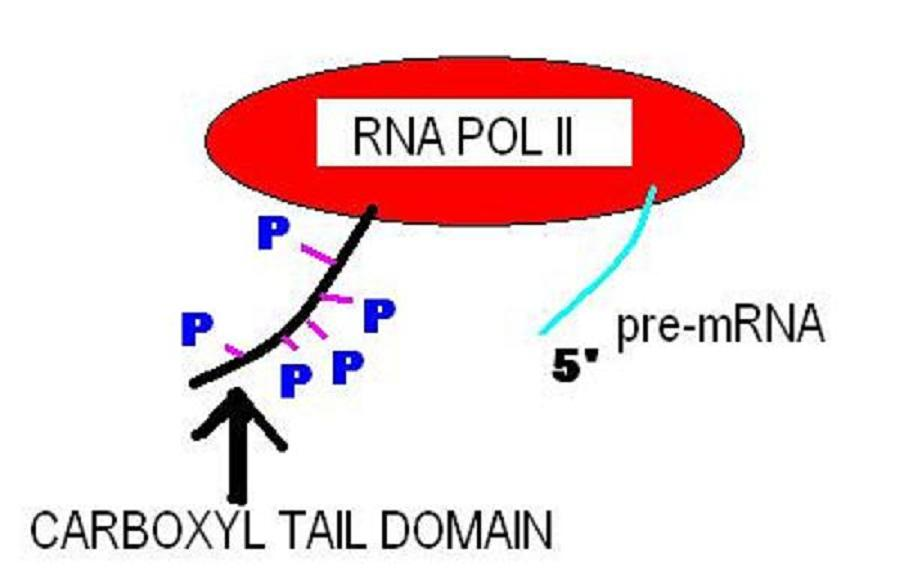
작동중인 RNA POL II

일부 단백질의 C 말단 도메인은 특화된 기능을 갖는다. 인간에서, RNA 중합효소 II의 CTD는 전형적으로 서열 Tyr-Ser-Pro-Thr-Ser-Pro-Ser의 최대 52개의 반복으로 구성된다. 이는 중합효소의 활성을 활성화시키기 위해 다른 단백질이 RNA 중합효소의 C 말단 도메인에 결합할 수 있게 한다. 이러한 도메인은 DNA 전사의 시작, 전령 RNA의 캡핑 및 RNA 스플라이싱을 위한 스플라이소좀의 부착에 관여한다.

## 같이 보기
- N 말단